# Air & Space 18A
L'Air & Space 18A Flymobil est un autogire biplace en tandem à cabine fermée américain.

## Umbaugh U-18
Fabricant d’engrais fasciné par les possibilités de l’autogire, Raymond E. Umbaugh commença par modifier des Bensen Gyro-copter. En 1957 il constitua à Ocala, Floride, l’Umbaugh Aircraft Corp pour développer un appareil plus sophistiqué. Dessiné par Gilbert Devore, le nouvel appareil était un biplace en tandem à cabine entièrement fermée, de construction monocoque entièrement métallique, les pales étant en bois et fibre de verre. L’appareil reposait sur trois jambes indépendantes équipées de roues et l’empennage, classique, était supporté par une poutre passant sous l’hélice propulsive. Un ingénieux système d’entraînement du rotor, dérivé de celui du Sznycer Omega DS-12, permettait un décollage vertical, l’hélice arrière étant ensuite mise en route pour le vol proprement dit.
Construit par Fairchild Engine & Airplane Corporation à Hagerstown, Maryland, le prototype [N43U] prit l’air en août 1959 avec un moteur Lycoming de 260 ch. Les essais en vol, conduits par Ken Hayden et Slim Soule, ancien pilote d’essais de Pitcairn Autogiro Company (en), révélèrent des problèmes de stabilité longitudinale. Un second prototype fut construit avec un moteur Lycoming O-360-A1D de 180 ch et un empennage en V. Les problèmes de stabilité persistant, on testa un empennage en T avec deux surfaces verticales additionnelles avant d’adopter finalement un empennage tridérive, seule la surface centrale faisant office de gouverne de direction. Cet appareil fut utilisé pour obtenir la certification FAA (1H17) le 12 septembre 1961.
Durant la mise au point de l’appareil Ray Umbaugh avait lancé un ambitieux programme commercial, commandant 10 000 autogyres à Fairchild et organisant un vaste réseau de distributeurs à travers les États-Unis. Mais la production démarrant très lentement, les distributeurs, qui avaient payé des droits de franchises mais n’obtenaient pas d’appareils de démonstration, se retournèrent contre Umbaugh, rachetant en 1962 l’Umbaugh Aircraft Corp. Après avoir mis un terme aux accords avec Fairchild, ils organisèrent une chaîne de montage en Floride, d’où ne devaient sortir que 4 appareils.

## Air & Space 18A
Air & Space Manufacturing Co racheta à son tour les droits, modifia à nouveau l’empennage, et lança enfin la production à Muncie, Indiana. Mais c’était sans compter sur la pression commerciale. Cherchant à lever des fonds pour accroître sa capacité de production, Air & Space Manufacturing Co se trouva accusé de fraudes fiscales. Ces accusations se révélèrent finalement non fondées, mais trop tard. 99 cellules seulement furent achevées avant le dépôt de bilan en 1966, dont 68 seulement ont été achevées.
Le capital d’Air & Space Manufacturing Co a finalement été racheté au début des années 1980 par Don Farrington, concessionnaire installé à Paducah, Kentucky. Ne possédant cependant pas des droits de production, Air & Space America Inc a lancé un programme de refonte des appareils existants : contrôle collectif de variation de pas assurant des performances plus élevées, capotage du moteur en fibre de verre, nouveau rotor avec pales en composite. Don Farrington parvint à acheter les droits sur l’Air & Space 18A en 1991 mais fut victime d’une crise cardiaque (il avait 68 ans) aux commandes d’un de ses appareils en avril 2000.
L’ensemble des droits couvrant cet appareil ont été rachetés aux enchères par Heliplane Aircraft Corporation de LaBelle, Floride. Devenue Heliplane Aircraft International Corp., cette société avait été formée par John Potter, qui fut successivement vice-président d’Air & Space Manufacturing Co et d’Air & Space America Inc, associé à Gene Ferrel, mais John Potter est mort d’un cancer en 2006. 
52 Air & Space 18A étaient encore immatriculés aux États-Unis début 2007.

## Air & Space 20A
Projet de modernisation du 18A avec un moteur Lycoming IO-360 de 200 ch en développement en 1996.

## Air & Space 28
Projet d'une version quadriplace du 18A en développement par Robert Kelsall, d'Euroa, Australie, en 2006. 